# Фрецилешть
Фрецилешть, Фрецилешті (рум. Frățilești) — село у повіті Яломіца в Румунії. Входить до складу комуни Севень.
Село розташоване на відстані 121 км на схід від Бухареста, 19 км на схід від Слобозії, 95 км на північний захід від Констанци, 96 км на південь від Галаца.

## Населення
За даними перепису населення 2002 року у селі проживали 467 осіб, усі — румуни. Усі жителі села рідною мовою назвали румунську.